# Jake Bugg (álbum)
Jake Bugg é o álbum de estreia do cantor e compositor inglês Jake Bugg. Seu lançamento ocorreu em 15 de outubro de 2012 no Reino Unido e em 9 de abril de 2013 nos Estados Unidos.

## Rece(p)ção

### Rece(p)ção da crítica
Após o seu lançamento o álbum foi bem recebido pela crítica. No Metacritic, que atribui uma avaliação normalizada de 0 a 100, utilizando comentários de críticos tradicionais, o álbum recebeu uma pontuação média de 80, com base em 13 avaliações, o que indica "opiniões favoráveis generativas". Barry Nicolson do New Musical Express deu ao álbum uma crítica positiva de 9/10, louvando a "autenticidade", "estilo de música" e "humor" de Bugg. Nicolson disse: "Em "Two Fingers", Bugg fala melancolicamente de tramar nas ruas de Clifton, onde ele e seus companheiros estariam na pele de um gordo, se escondendo dos federais", como se a vida não tivesse nenhuma busca mais nobre. Dizer que, até agora, seu mundo foi pequeno, e ele poderia muito bem ter um espiral para baixo do buraco que engole tantas crianças marginalizadas. Eventualmente, no entanto, Bugg chega à mesma conclusão que nós fazemos: "Alguma coisa está mudando, mudando "Se este álbum de estreia - repleto de humor incomum, e melodia - é a prova de alguma coisa, é que o seu pequeno mundo, banal está prestes a ficar muito maior".
Chris Roberts, da BBC, deu ao álbum uma crítica positiva afirmando: "As coisas sentem-se menos ligadas quando ele amacia e deixa a sua voz e o violão atingirem abertamente a obra". Sobre os gostos de "Country Song" e "Someone Told Me", o ceticismo é domado pela pureza da tentativa. "Fire" é descaradamente romântica. Aquela voz, com sua sugestão de Gene Pitney, é uma precisa e afiada ferramenta, que o ergue além do meio imaturo".[carece de fontes?]

### Desempenho comercial
Em 21 de outubro de 2012, o álbum estreou no número um na UK Albums Chart. Em 18 de outubro, ele entrou na Irish Albums Chart no número 10, antes de subir para o número 8 em sua segunda semana. O álbum tem também traçado graficamente na Bélgica, na Holanda e na Suíça. O disco já vendeu mais de 450 mil no Reino Unido e foi certificado disco de platina pelo BPI.O álbum estreou no número 75 na Billboard 200 dos Estados Unidos, com 6 mil cópias vendidas na primeira semana.

## Lista de faixas
| Edição padrão |                      |                         |              |         |  |
| N.º           | Título               | Compositor(es)          | Produtor(es) | Duração |  |
| 1.            | "Lightning Bolt"     | Iain Archer · Jake Bugg | Archer       | 2:24    |  |
| 2.            | "Two Fingers"        | Archer · Bugg           | Mike Crossey | 3:15    |  |
| 3.            | "Taste It"           | Archer · Bugg           | Archer       | 2:24    |  |
| 4.            | "Seen It All"        | Archer · Bugg           | Crossey      | 2:51    |  |
| 5.            | "Simple as This"     | Matt Prime · Bugg       | Prime        | 3:19    |  |
| 6.            | "Country Song"       | Bugg                    | Jason Hart   | 1:49    |  |
| 7.            | "Broken"             | Crispin Hunt · Bugg     | Hunt         | 4:07    |  |
| 8.            | "Trouble Town"       | Archer · Bugg           | Archer       | 2:50    |  |
| 9.            | "Ballad of Mr Jones" | Archer · Bugg           | Crossey      | 2:39    |  |
| 10.           | "Slide"              | Archer · Bugg           | Crossey      | 3:08    |  |
| 11.           | "Someone Told Me"    | Bugg                    | Hart         | 2:36    |  |
| 12.           | "Note to Self"       | Archer · Bugg           | Archer       | 2:40    |  |
| 13.           | "Someplace"          | Bugg                    | Crossey      | 3:32    |  |
| 14.           | "Fire"               | Bugg                    |              | 1:45    |  |

## Desempenho nas paradas musicais
| Parada musical (2012)                  | Melhor posição |
| -------------------------------------- | -------------- |
| Alemanha (Media Control)               | 10             |
| Austrália (ARIA)                       | 19             |
| Áustria (Ö3 Austria Top 40)            | 8              |
| Bélgica (Ultratop Flandres)            | 11             |
| Bélgica (Ultratop Valônia)             | 56             |
| Dinamarca (Hitlisten)                  | 12             |
| Escócia (Scottish Albums Chart)        | 1              |
| Estados Unidos (Billboard 200)         | 75             |
| Estados Unidos (Billboard Folk Albums) | 7              |
| França (SNEP)                          | 21             |
| Irlanda (IRMA Albums Chart)            | 3              |
| Japão (Oricon)                         | 43             |
| Noruega (VG-lista)                     | 34             |
| Nova Zelândia (RMNZ)                   | 7              |
| Países Baixos (MegaCharts)             | 21             |
| Reino Unido (UK Albums Chart)          | 1              |
| Suíça (Schweizer Hitparade)            | 39             |

| País              | Certificação |
| ----------------- | ------------ |
| Reino Unido (BPI) | 2× Platina   |

## Histórico de lançamento
| País           | Data               | Formato                  | Distribuição    |
| -------------- | ------------------ | ------------------------ | --------------- |
| Reino Unido    | 15 de outubro 2012 | LP, CD, download digital | Mercury Records |
| Estados Unidos | 9 de abril de 2013 | LP, CD, download digital | Mercury Records |